# Rik Ringers
Rik Ringers (Frans: Ric Hochet) is een Frans-Belgische detectivestripreeks, oorspronkelijk van scenarioschrijver André-Paul Duchâteau en tekenaar Tibet (Gilbert Gascard). De strip draait om het gelijknamige hoofdpersonage, een misdaadverslaggever tussen 25 à 30 jaar die tevens veel van de zaken waar hij mee wordt geconfronteerd oplost.

## Inhoud
In de meeste verhalen staat een niet zelden bovennatuurlijk lijkende misdaad centraal, evenals de daarmee samenhangende redenen voor misdaadverslaggever Rik Ringers om het mysterie te onderzoeken. Daarbij wordt hij bijgestaan door commissaris Baardemakers en diens assistent, inspecteur Kempers. In veel verhalen speelt ook Nadine, het nichtje van Baardemakers en de vaste vriendin van Rik, een belangrijke rol. In alle gevallen wordt het 'bovennatuurlijke' ontmaskerd en blijken de daders mensen van vlees en bloed.

## Personages
Onderstaand de namen in Nederlandstalige uitgaven. Het kwam voor dat in verschillende uitgaven verschillende namen werden gebruikt. De oorspronkelijke naam in de Franstalige uitgaven staat cursief vermeld. 
- Rik Ringers (Ric Hochet): misdaadjournalist
- Baardemakers (Sigismond Bourdon): politiecommissaris geïnspireerd door Maigret en door inspecteur Bourdel uit Cinq dernières minutes
- Nadine: vriendin van Rik en nichtje van Baardemakers
- Kempers (Ledru): politie-inspecteur en ondergeschikte van Baardemakers
- Bob Dalberg / Bob Drumond (Bob Drumont): collega-journalist en vriend van Rik
- Richard Ringers (Richard Hochet): vader van Rik
- Professor Hermelijn: befaamd wetenschapper

## Geschiedenis
De reeks startte in 1955 met een serie korte verhalen in het weekblad Kuifje. Vanaf 1961 (De Ontvoering) verschenen de vervolgverhalen in het weekblad. Dat bleef zo tot en met De meester-Illusionist uit 1993.  De hoofdreeks telt inmiddels in totaal 78 albums.
Na de dood van tekenaar Tibet op 3 januari 2010 zette scenarist Duchâteau met een andere tekenaar de serie voort.
In 2015 besloot Lombard dat de serie zou worden voortgezet. Aanvankelijk zou de normale serie worden voortgezet met nummer 79 van de hand van Olivier Wozniak. Maar Lombard besloot de voorkeur te geven aan het duo Van Liemt/Zidrou. De tekeningen zijn inmiddels van de hand van Simon van Liemt en het scenario is van Zidrou. In mei 2015 werd dan in Frankrijk het album R.I.P. Rik! uitgebracht. Zidrou gaf aan dat hij nog minstens 5 scenario's in zijn hoofd had om uit te brengen, waarna nog albums volgden.
Vanaf 2021 worden de verhalen gebundeld in een reeks van integrale albums.

### Publicaties in weekbladPep[4]
Het Nederlandse stripweekblad Pep heeft zowel tekst- als stripverhalen van Rik Ringers gepubliceerd. 
De tekstverhalen hadden de vorm van een stuk tekst met een tekening; daarin werd een misdaad beschreven. De lezer kon met aanwijzingen in tekst en tekening bedenken wie de dader was. Ze verschenen van nr. 2 in jaargang 1962 tot en met nr. 33 in jaargang 1966. 
In nr. 25 van jaargang 1965 werd begonnen met de stripverhalen. De verhalen uit de eerste zestien albums kwamen in Pep, met uitzondering van het eerste verhaal uit het eerste album. De laatste aflevering verscheen in nr. 18 van jaargang 1975.

## Lijst van albums
Dit is de lijst van albums in de volgorde waarin zij oorspronkelijk in het Frans zijn verschenen. De Nederlandstalige edities houden een ietwat andere volgorde aan, waarin sommige nummers omgewisseld zijn. De Nederlandstalige albumvolgorde staat achterop elk stripalbum in de reeks.

### Duchâteau-Tibet
1. De ontvoering (1963)
2. Het raadsel van Porquerolles (1964)
3. Rik Ringers in een doolhof (1965)
4. De schaduw van Kameleon (1966)
5. Valstrik voor Rik Ringers (1967)
6. Gangsters op de France (1968)
7. Dreiging op het witte scherm (1968)
8. Oog in oog met de slang (1969)
9. Alias Rik Ringers (1969)
10. De 5 onzichtbaren (1970)
11. Nachtmerrie voor Rik Ringers (1970)
12. Spoken in de nacht (1971)
13. De gezellen van de duivel (1971)
14. Duel met de beul (1972)
15. Het monster van Zwartlo (1972)
16. Requiem voor een idool (1973)
17. Grafschrift voor Rik Ringers (1973)
18. Onderzoek in het verleden (1974)
19. Het teken van de angst (1974)
20. De man die ongeluk bracht (1975)
21. Het boze drietal (1975)
22. Buitenaardse wezens vallen aan! (1976)
23. De lijn des doods (1976)
24. Het rode spoor (1977)
25. De klauwen van de onbekende (1977)
26. De vijand door de eeuwen heen (1978)
27. Het mes op de keel (1978)
28. Hallali voor Rik Ringers (1979)
29. Operatie honderd miljard (1979)
30. De geest van de alchemist (1980)
31. K.O. in 9 rounds (1980)
32. De zwarte rechtbank (1981)
33. Het schandaal Rik Ringers (1981)
34. De nacht der vampiers (1982)
35. De zwarte dood (1982)
36. De bloedige pijl (1983)
37. De vloek van de voodoo (1983)
38. Strijd tegen de misdaad (1984)
39. Verdwenen in de hel (1984)
40. De dodende dubbelganger (1985)
41. Het huis van de wraak (1985)
42. Dodenlijst (1986)
43. De boodschappers van de dood (1987)
44. Rik Ringers contra Sherlock (1987)
45. De Attiladriehoek (1988)
46. De getuigen van Satan (1989)
47. De duivelse tweeling (1989)
48. Het geheim van Agatha (1990)
49. De scherprechter uit het rijk der duisternis (1991)
50. De misdaad van het jaar 2000 (1991)
51. Het beest van de apocalyps (1992)
52. De meester-illusionist (1993)
53. Dodelijke improvisatie (1994)
54. Het masker van de angst (1994)
55. Wie is er bang voor Hitchcock? (1995)
56. Een miljoen belastingvrij (1996)
57. Het uur van de ontvoering (1996)
58. Zijn jonge jaren (1997)
59. De hand des doods (1998)
60. Misdaad op internet (1998)
61. Aan de galg (1999)
62. Stripmoorden (2000)
63. De impopulaire heks (2000)
64. Het contract van de eeuw (2001)
65. Paniek op het web (2002)
66. Penthouse story (2002)
67. Het vervloekte getal (2003)
68. De misdaadverzamelaar (2004)
69. De man van ijs (2004)
70. Dodelijke stilte (2005)
71. De laatste keizerin (2006)
72. De schat van de Marollen (2006)
73. Moord in het theater (2007)
74. Dodelijke puzzel (2008)
75. Code voor het hiernamaals (2008)
76. Het laatste duel (2009)
77. Hier 77! (2010)
78. De jacht op de gouden Griffioen, onafgewerkt wegens de dood van Tibet (2010)

### Van Liemt-Zidrou
De reeks 'De nieuwe avonturen van Rik Ringers' bestaat uit de volgende albums:
1. R.I.P. Rik! (mei 2015)
2. Moord in de Jardin du Luxembourg (december 2016)
3. De perfecte moord (2018)
4. Gesneuveld voor Frankrijk (2020)
5. Commissaris Griot (2021)
6. Tiercé van de dood (2022)
7. Moord-aan-zee (2024)

### Omnibussen
K.O. in 9 rounds (08/1980)
(is album 31), 9 verhalen die eerder
gepubliceerd werden in de Kuifje-pockets.
Specials: Drie strips gebonden in één uitgave
Deel 1 bevat de volgende strips:
- Oog in oog met de slang (Nr. 8),
- Hallali voor Rik Ringers (Nr. 28),
- Verdwenen in de hel (Nr. 39)

Deel 2 bevat de volgende strips:
- De boodschappers van de dood (Nr. 43),
- Rik Ringers contra Sherlock (Nr. 44),
- De getuigen van Satan (Nr. 46)

Rik Remix (04/2012)
In ‘Rik Remix’, dat in april 2012 in de winkel ligt, vertimmert de stripmaker David Vandermeulen, vooral bekend van het vooralsnog onvertaalde ‘Fritz Haber’, de klassieke detectivestrip Rik Ringers van wijlen tekenaar Tibet en scenarist André-Paul Duchâteau. Aan de hand van prenten uit de al verschenen delen van de reeks, die hij hermonteert tot nieuwe pagina’s, vertelt hij een heel nieuw verhaal. Dat verhaal heeft de structuur van de klassieke ‘Rik Ringers’-verhalen, en speelt tegelijkertijd met de stereotypes eigen aan het genre en de reeks.

## Trivia
In de aflevering 'De 5 onzichtbaren' toont Rik Ringers hoe het komt dat stripfiguren over het algemeen altijd dezelfde kleding dragen: Als zijn traditionele colbertjasje in een gevecht beschadigd raakt, trekt hij de dag erop zijn kledingkast open, waar een dozijn identieke jasjes hangt.
Gedurende de eerste 14 afleveringen van Rik Ringers ging het er nog redelijk onschuldig aan toe. Er was veel dreiging, maar er vielen geen doden. De verhalen waren echter wel spannend en erg onderhoudend.
Vanaf deel 15 werd de serie harder en werden zelfs personages gedood. Ook werden de verhalen "fantastischer", bijna onrealistisch van aard.
Vanaf deel 15 'Het monster van Zwartlo' veranderde Rik ook qua uiterlijk. Hij kreeg langer haar. Hij werd één met de jaren 70 op dat moment.
Begin jaren 80 kreeg Rik weer meer het uiterlijk van de periode van deel 5 t/m deel 14.
In de eerste albums reed Rik met een MG of Volvo. Later werd dat een kenmerkende gele Porsche 911.
In 1995 werd aan de Bijstandstraat in Brussel een muur voorzien van een striptekening van Rik Ringers. Deze werd in 2018 geheel gerenoveerd door de tekening geheel opnieuw te plaatsen. Het werk van Tibet maakt deel uit van de bijna zestig stripmuren in de striproute die Brussel-centrum en Laken kleuren.